# Лионн, Артюс де

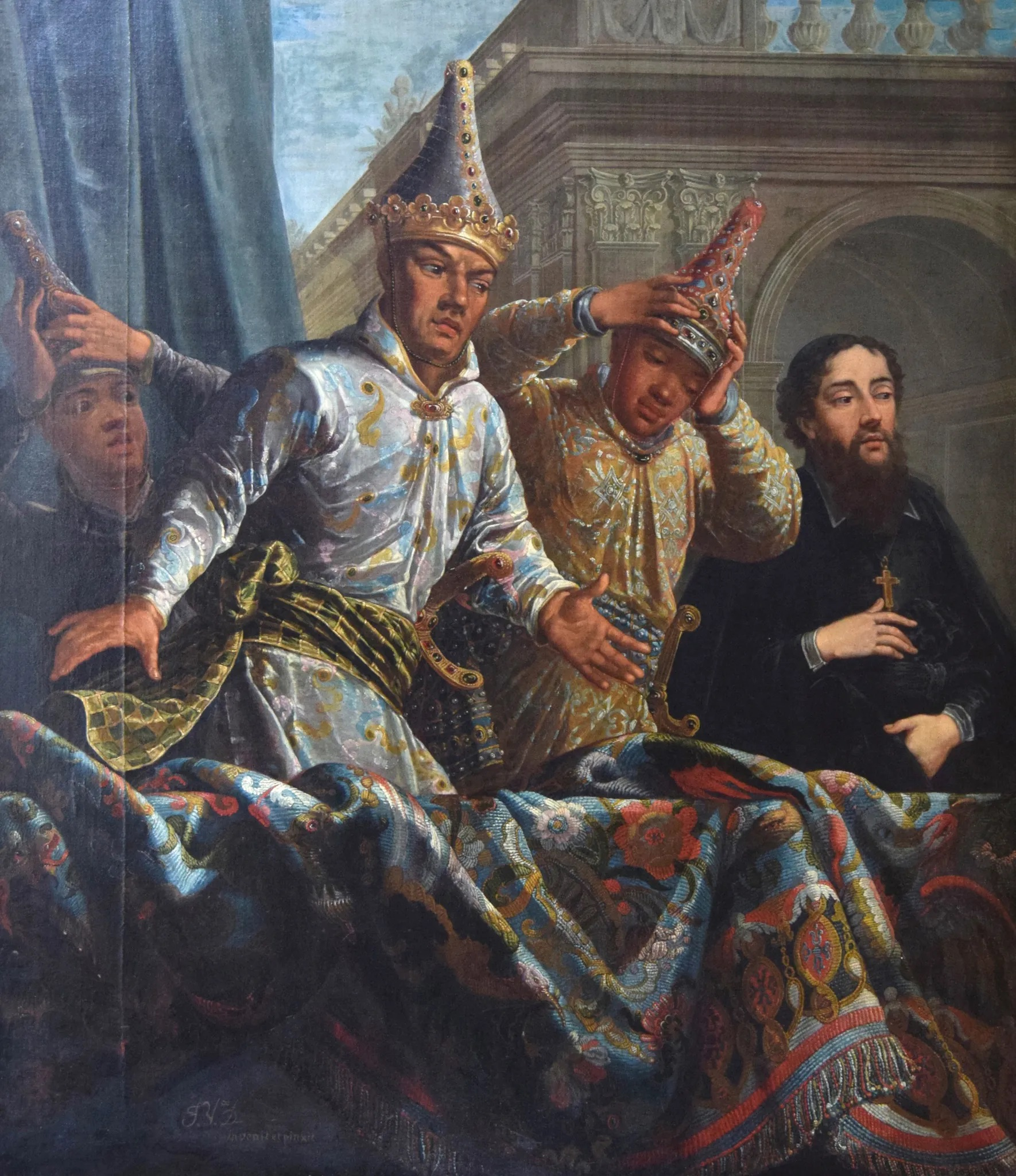
Артюс де Лионн в составе Сиамского посольства ко двору Людовика XIV, 1686 год

Артю́с де Лио́нн (фр. Arthus de Lionne MEP, 1655 год, Рим — 2 августа 1713 года, Париж, Франция) — католический прелат, первый католический епископ Чэнду, апостольский викариай Сычуаня с 22 октября 1696 года по 2 августа 1713 год, миссионер, член миссионерской организации «Парижское общество заграничных миссий», сын министра иностранных дел Франции Гюга де Лионна.

## Биография
Артюс де Лионн родился в 1655 году в Риме в семье министра иностранных дел Франции Гюга де Лионна. В январе 1681 года Артюс де Лионн был рукоположён в священника в миссионерской организации «Парижское общество заграничных миссий», после чего отправился в Сиам. В 1686 году Артюс де Лионн возвратился во Францию в составе сиамского посольства под руководством сиамского дипломата Коса Пана. В этом посольстве, которое прибыло ко двору французского короля Людовика XIV, Артюс де Лионн служил переводчиком. В 1687 году он возвратился в Сион вместе с сиамским посольством на корабле французского дипломата Симона де ла Лубера.
5 февраля 1687 года Римский папа Иннокентий XI назначил Артюса де Лионна титулярным епископом Розалии и вспомогательным епископом апостольского викариата Сычуаня.
Артюс де Лионн сыграл большую роль в переговорах между сиамской и французской сторонами во время Сиамской революции 1688 года, во время которой из Сиама были изгнаны французские вооружённые силы. Провёл несколько лет в сиамской тюрьме. Потом после поражения французских войск при осаде Бангкока в 1689 году перебрался в Китай, где стал заниматься миссионерской деятельностью. В Китае он выступал против деятельности иезуитов, которые пытались приспособить китайские традиции к католическому богослужению. 22 октября 1906 года Артюс де Лионн был назначен викарием нового апостольского викариата Восточного Сычуаня. 30 ноября 1700 года состоялось рукоположение Артюса де Лионна в епископа, которое совершил апостольский викарий Фуцзяня и титулярный епископ Конаны Шарль Мегро в сослужении с епископом Пекина Бернардино дела Кьеза и вспомогательным епископом Западного Тонкина и титулярным епископом Базилинополиса Эдме Бело.
17 февраля 1702 года, сопровождая обращённого китайца Аркадия Хуана, Артюс де Лионн отправился в Европу на корабле Британской Ост-Индской компании. В сентябре-октябре 1702 года он вместе с Аркадием Хуаном покинул Англию и отправился в Рим, где он хотел ходатайствовать о рукоположении Аркадий Хуана в священника. Несмотря на его желание, Аркадий Хуан отказался от рукоположения, после чего Артюс де Лионн уехал во Францию.
В 1705—1707 годах Артюс де Лионн сопровождал католическую миссию Шарля де Турнона ко двору китайского императора Канси. По результатам этой миссии были запрещены инициативы иезуитов по приспособлению китайских обрядов к католическому богослужению.
В 1707 году Артюс де Лионн отредактировал трактат по китайской философии «Entretien d’un philosophe Chrétien et d’un philosophe chinois sur l’existence et la nature de Dieu» Николя Мальбранша.

## Сочинения
- Chinese Manual: Sse Tse Ouen Tsien Tchou Four Words Literature (with) Commentary (or) Explication. («Recueil de Phrases Chinoises, Composées de Quatre Caractères Et Dont Les Explications Sont Rangées Dans L’ordre Alphabétique Français»)
- Lionne, Artus de: Le journal de voyage au Siam de l’abbé de Lionne; suivi de Mémoire sur l’affaire. Paris: «Églises d’Asie», 2001. ISBN 2-914402-33-3